# 梅里路·迪阿米達
梅里路·列比路·迪阿米達（Murilo Ribeiro de Almeida，1989年1月21日—），生於巴西普魯登特總統城，巴西裔東帝汶足球運動員，司職前鋒，前東帝汶國家隊成員。

## 球會生涯
阿米達生於巴西普魯登特總統城，長年在亞洲周遊列國到過中東及日本等聯賽効力，於2015年到日本加盟大分三神期間外借至AC長野拍檔，直到2015年7月離開日本返回巴西，於2015年9月24日以亞援身份加盟南華，簽下半季試用合約，在2015年10月17日以2–1擊敗黃大仙的聯賽首次為球隊上陣，可是他表現遜預期加上因受傷需要養傷一個月，最終南華高層研究後決定於11月20日與他解約。

## 國際賽入球
| #  | Date           | Venue                  | Opponent | Score | Result | Competition                  |
| -- | -------------- | ---------------------- | -------- | ----- | ------ | ---------------------------- |
| 1. | 2012年10月5日  | 吉諦瑜杜烏拿球場，仰光 | 柬埔寨   | 1–0   | 5–1    | 2012年東南亞足球錦標賽外圍賽 |
| 2. | 2012年10月5日  | 吉諦瑜杜烏拿球場，仰光 | 柬埔寨   | 2–0   | 5–1    | 2012年東南亞足球錦標賽外圍賽 |
| 3. | 2012年10月9日  | 吉諦瑜杜烏拿球場，仰光 |          | 1–0   | 3–1    | 2012年東南亞足球錦標賽外圍賽 |
| 4. | 2014年10月12日 | 新寮國國家球場，永珍   |          | 1–0   | 4–2    | 2014年東南亞足球錦標賽外圍賽 |
| 5. | 2014年10月12日 | 新寮國國家球場，永珍   |          | 2–2   | 4–2    | 2014年東南亞足球錦標賽外圍賽 |
| 6. | 2014年10月12日 | 新寮國國家球場，永珍   |          | 3–2   | 4–2    | 2014年東南亞足球錦標賽外圍賽 |

## 外部連結
- 香港足球總會網頁球員註冊資料 （页面存档备份，存于）